# Michel Mehech
Michel Mehech, né le 31 mai 1914, à Homs, en Syrie et décédé le 3 juillet 2008 à Santiago, est un ancien joueur chilien de basket-ball.